# Сюй Бэйхун
Сюй Бэйху́н (кит. 徐悲鸿, пиньинь Xú Bēihóng; 19 июля 1895 — 26 сентября 1953), китайский живописец и график, один из первых китайских художников XX века, который объединил национальные художественные традиции с достижениями европейской живописи.

## Биография
Родился в уезде Исин провинции Цзянсу (Восточный Китай) в семье художника и поэта Сюй Дачжана. В детстве Сюй Бэйхун любил срисовывать иллюстрации к книге «Слово о живописи из сада с горчичное зерно», всякий раз поражаясь мастерству автора, художника Жэнь И. Учился у своего отца Сюй Дачжана в Шанхае и в Париже (с 1919) у Паскаля Адольфа Жана Даньян-Бувре. В 1919 году он выдержал экзамен, дававший право поехать за казённый счет учиться в Париж, в Национальную Высшую Художественную школу. За годы учёбы он овладел техникой рисования с натуры, потом он совершил поездки в Германию, Бельгию, Швейцарию и Италию, где знакомился с полотнами великих западных мастеров.

В 1928 году Сюй Бэйхун вернулся в Китай, где по приглашению занял должность профессора кафедры живописи в Центральном университете в Нанкине. Позднее занял пост декана Художественного факультета Пекинского университета. Он выступал за реформу художественного преподавания, за введение в учебный курс западно-европейской техники живописи. По его приглашению профессором Нанкинского университета был назначен также Ци Байши. На 30-е годы приходится первый кульминационный период в творчестве Сюй Бэйхуна. В 1934 посетил СССР. В годы Китайской Народной Республики Сюй Бэйхун занимал пост ректора Центральной академии художеств в Пекине (1949—53) и председатель Всекитайской ассоциации деятелей литературы и искусства, воспитал плеяду художников нового Китая.
Скончался от инсульта в 1953 году. После смерти в его доме в Пекине открыт музей.

## Творчество
Сюй Бэйхун работал в жанрах «цветы-птицы», «люди» (оба — бумага, тушь, водяные краски), в технике акварели и писал маслом — одним из первых в Китае — такие шедевры, как «Тянь Хэн и 500 разбойников», «Цзюфангао», «Весенний дождь на реке Лицзян». Каждая его картина становилась событием в среде любителей живописи. Он также ратовал за реформирование традиционной живописной техники на основе внедрения западно-европейских элементов. В произведениях Сюй Бэйхун мягкая лепка формы сочетается с силой и чёткостью линий. Один из его наиболее популярных шедевров, изображающий галопирующего коня, считается образцом сочетания приемов китайской и европейской манеры рисования.
5 мая 1978 года почта КНР выпустила серию «Галлопирующие лошади» (кит. упр. 奔马) из 10 почтовых марок и почтового блока, с картинами Сюй Бэйхуна соответствующей тематики.
Весной 2008 года его картина «Опусти свою плётку» (1939) была продана за 7 млн € и установила новый рекорд стоимости для китайской живописи.